# Largo Island
Largo Island ist eine langgestreckte Insel in der Gruppe der Duroch-Inseln westlich der Trinity-Halbinsel im Norden des Grahamlands auf der Antarktischen Halbinsel. Sie ist die Hauptinsel dieser Inselgruppe und liegt 1,5 km westlich des Halpern Point.
Bei der 2. Chilenischen Antarktisexpedition (1947–1948) wurde das Objekt als drei einzelne Inseln identifiziert. Dies wurde durch Vermessungsarbeiten der geologischen Mannschaft um Martin Halpern von der University of Wisconsin zwischen 1961 und 1962 korrigiert. Halpern berichtete, dass chilenische Offizielle der Bernardo-O’Higgins-Station die Insel bereits zuvor deskriptiv (spanisch largo ‚lang‘) benannt hatten. Das Advisory Committee on Antarctic Names übertrug diese Benennung 1964 in einer Teilübersetzung ins Englische.